# Francisco Rizi
Francisco Rizi, noto anche come Francisco Ricci (Madrid, 1608 – Madrid, 1685), è stato un pittore spagnolo del periodo barocco.

## Biografia
Rizi nacque come Francesco Ricci a Madrid nel 1608, da una famiglia composta da artisti. Suo padre, Antonio Ricci, era un pittore mediocre nativo di Ancona, trasferitosi in Spagna insieme all'amico Federico Zuccari a partire dal 1583. Pervenuto a Madrid per coadiuvare quest'ultimo negli affreschi dell'Escorial, Ricci aveva preso in moglie una giovane madrilena, dandole due figli: Juan, nato nel 1595, anch'egli pittore, e Francisco, i cui cognomi vennero ispanicizzati in Rizi.
Francisco si formò nella bottega del pittore Vincenzo Carducci, anch'egli italiano trapiantato nella penisola, dopo aver appreso prime nozioni artistiche dal padre stesso. I suoi contatti con la corte ispanica ebbero inizio probabilmente nel 1634 grazie all'avvicinamento del maestro Carducho, considerato uno dei più influenti artisti del palazzo reale.
Alla morte di quest'ultimo, avvenuta nel 1638, Rizi prese parte alle decorazioni del Salón Dorado dell'Alcázar (ora distrutte), insieme a suoi contemporanei quali Alonso Cano, Jusepe Leonardo, Diego Polo ed altri.
Tra il 1640 e il 1649, quasi in contemporanea alla salita al trono di Maria Anna d'Austria, seconda consorte di Filippo IV, sono documentate molte opere di Francisco, portatore di uno stile ancora poco conosciuto in Spagna, il barocco. Ne è magnifico esempio la grande pala eseguita per i Capuchinos di El Pardo, in cui un illustionistico arco prospetta un paesaggio verdeggiante sullo sfondo, gusti che ricordano artisti quali Pietro da Cortona, Peter Paul Rubens e Antoon van Dyck. Non a caso, la tela è considerata una delle prime e più grandi manifestazioni del nuovo stile in terra iberica.
Nel 1656, Rizi venne nominato ufficialmente pittore del re. A partire da questo momento, l'artista iniziò ad accettare le numerose commissioni provenienti dagli istituti religiosi madrileni che lo impegneranno per tutti gli anni sessanta del seicento. A Madrid, inoltre, aprì una nota bottega, presso il quale si formarono artisti come Claudio Coello. Dopo un certo allontanamento dalla corte reale, Rizi ormai anziano, pur lavorando occasionalmente fuori dalla capitale spagnola, si ritirò presso il monastero di El Escorial, dove la morte la raggiunse nell'anno 1685.

## Opere

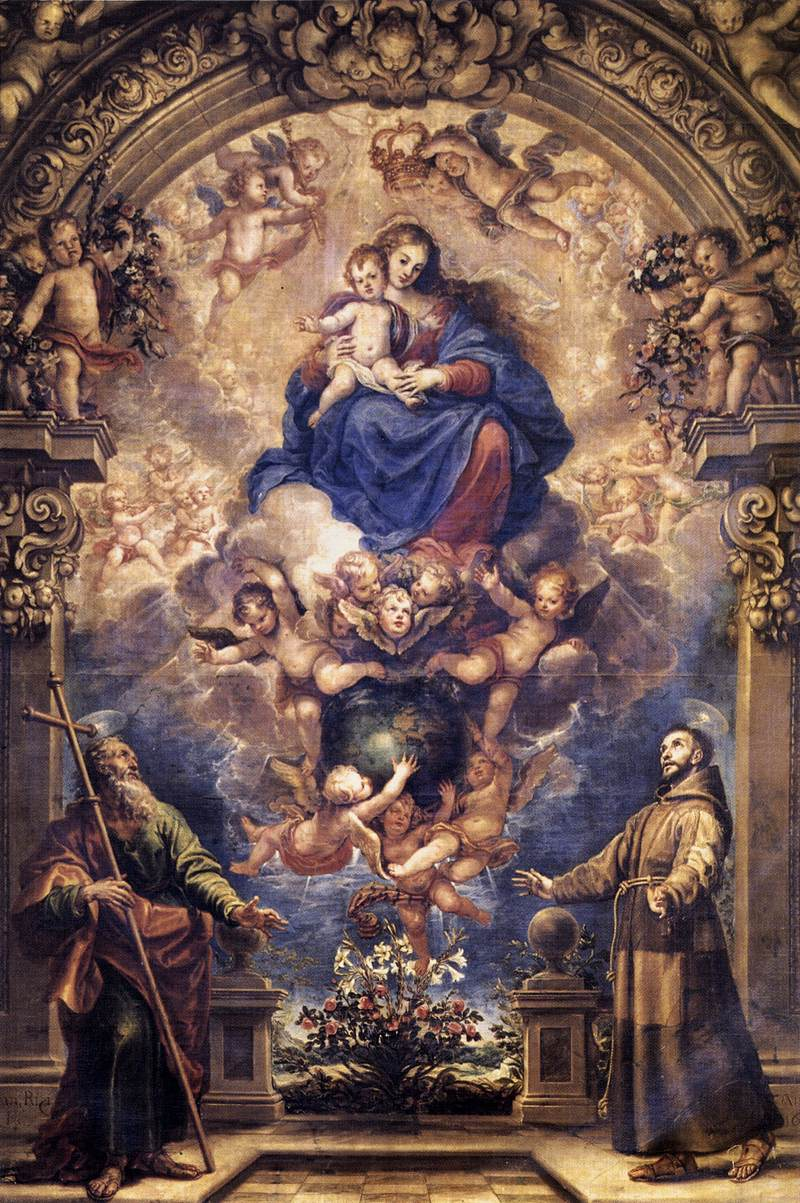
Francisco Rizi, Madonna con Bambino e i santi Filippo e Francesco d'Assisi, 1650, El Pardo, Convento del los Capuchinos.

- Una famiglia di eretici colpisce un crocifisso, 1647-1651, olio su tela, 207 x 230, Madrid, Museo del Prado.
- Madonna con Bambino e i santi Filippo e Francesco d'Assisi, 1650, El Pardo, Convento del los Capuchinos.
- Un generale di artiglieria, 1650-1660, olio su tela, 202 x 135 cm, Madrid, Museo del Prado.
- Immacolata Concezione, 1651, olio su tela, 289 x 174, Madrid, Museo del Prado.
- Pala d'altare, 1655, Assunta e Crocifissione di San Pietro, olio su tela, Fuente el Saz, Chiesa parrocchiale.
- Annunciazione, 1665 circa, olio su tela, 112 x 96 cm, Madrid, Museo del Prado.
- Apoteosi di sant'Antonio, 1668, (in collaborazione con Juan Carreño de Miranda), affresco nella volta della Chiesa di Sant'Antonio degli Alemanni a Madrid.
- Decorazione della Cappella del Milagro, 1678, affreschi, Madrid, Monastero de las Descalzas Reales.
- Sant'Agata, 1680-1685, olio su tela, 184 x 108 cm, Madrid, Museo del Prado.
- Auto-da-fe in Plaza Mayor, Madrid, 1683, olio su tela, 277 x 438 cm, Madrid, Museo del Prado.

Altre opere, non datate, sono le seguenti:
- Le Chasseur de renard du roi, olio su tela, 167 x 110 cm, Madrid, palazzo di Liria, Colección Duque de Alba.
- Adorazione dei Magi, olio su tela, 54 x 57 cm, Madrid, Museo del Prado.
- Presentazione al tempio, olio su tela, 206 x 291 cm, Madrid, Museo del Prado.
- Presentazione al tempio, olio su tela, 54 x 57 cm, Madrid, Museo del Prado.
- Visitazione, olio su tela, 206 x 290 cm, Madrid, Museo del Prado.
- Sant'Andrea, olio su tela,  247 x 137 cm, Madrid, Museo del Prado.
- Sant'Antonio abate, olio su tela, 96 x 41 cm, Madrid, Museo del Prado.
- Sant'Agnese, olio su tela, 96 x 41 cm, Madrid, Museo del Prado.

## Galleria d'immagini

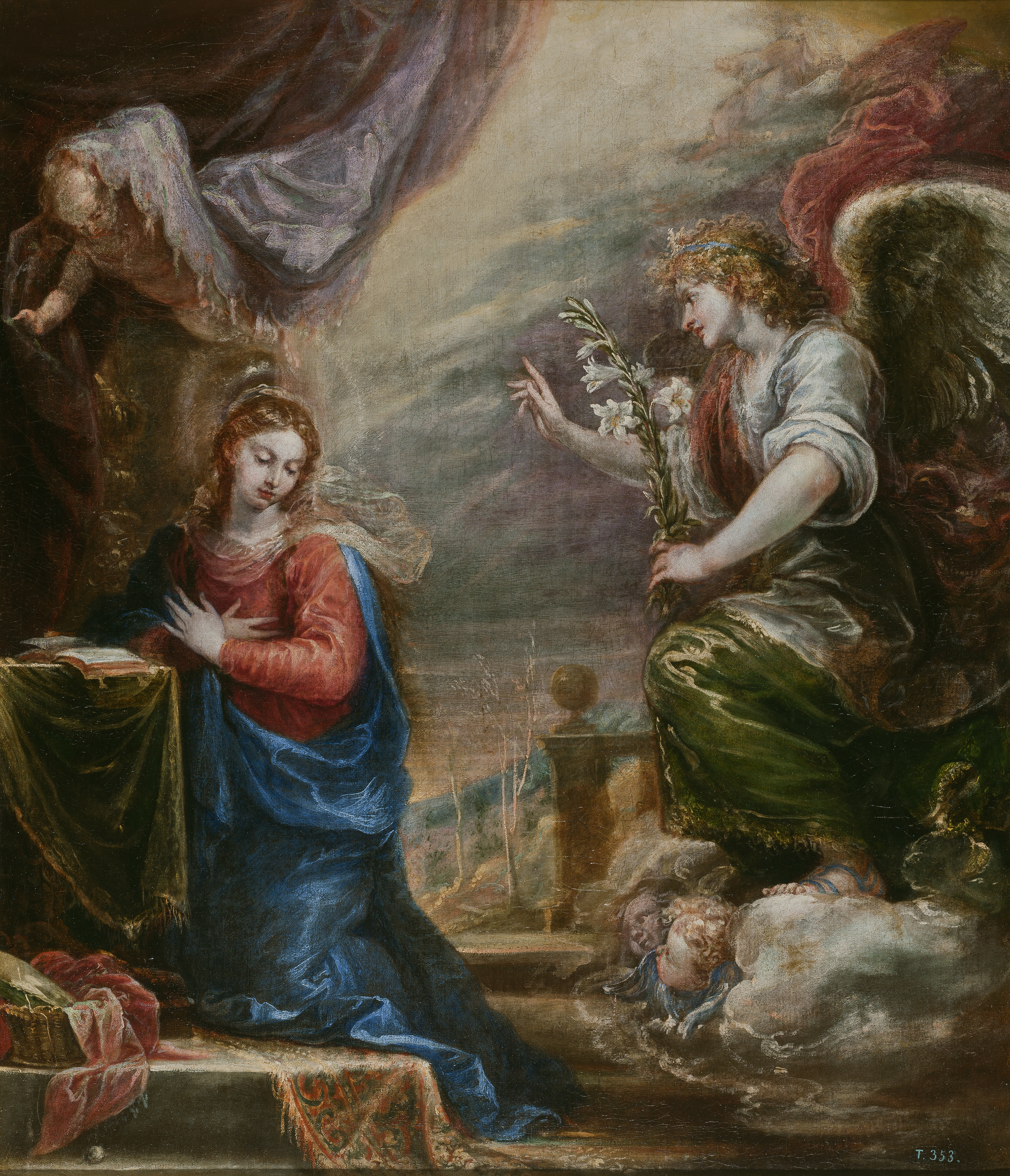
Annunciazione, olio su tela 112x96, Museo del Prado
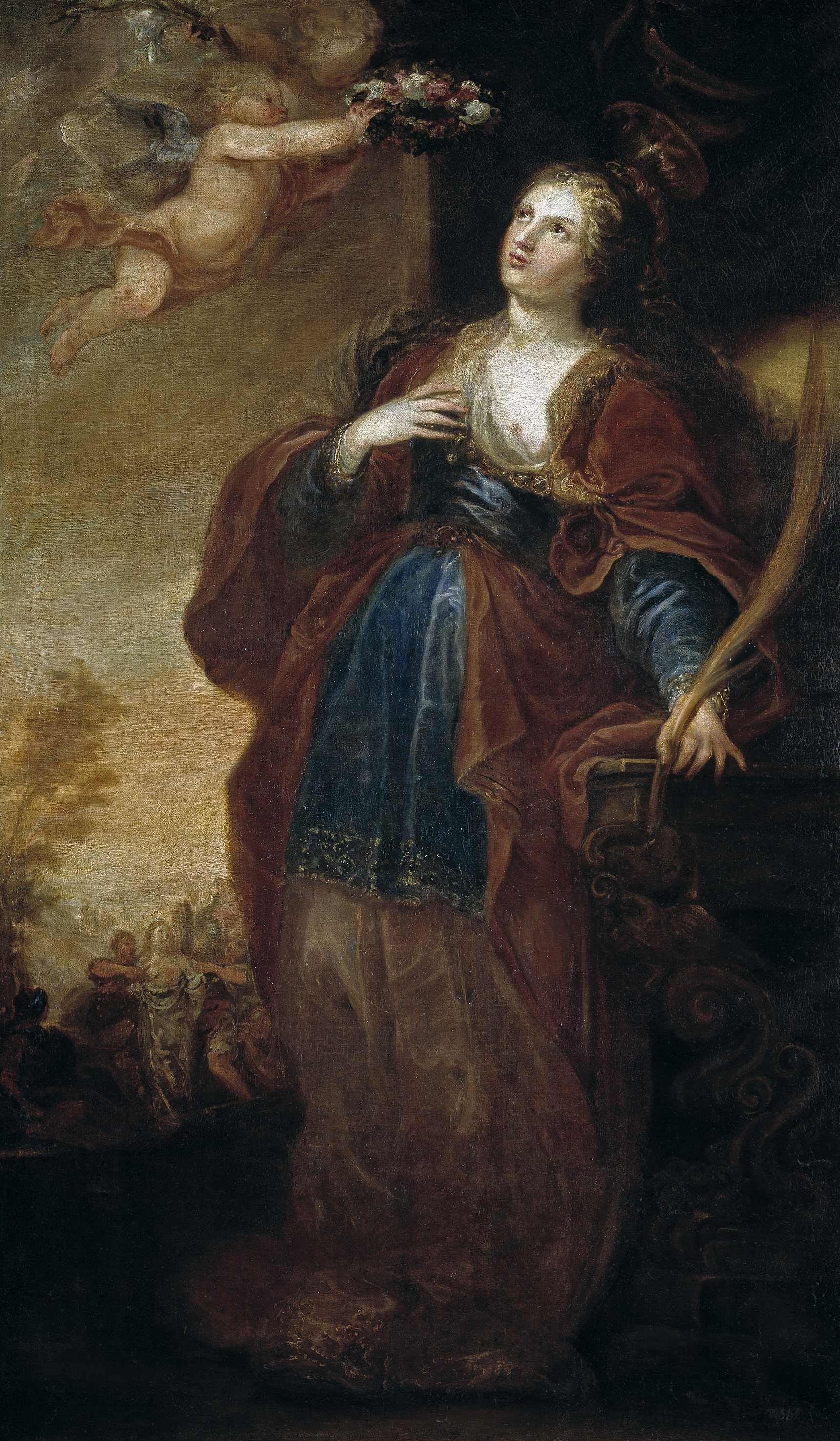
Sant'Agata, olio su tela 184x108, 1675, Museo del Prado
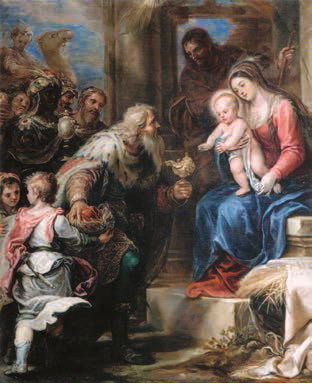
Adorazione dei Magi, olio su tela 168x147, 1645, cattedrale di Toledo
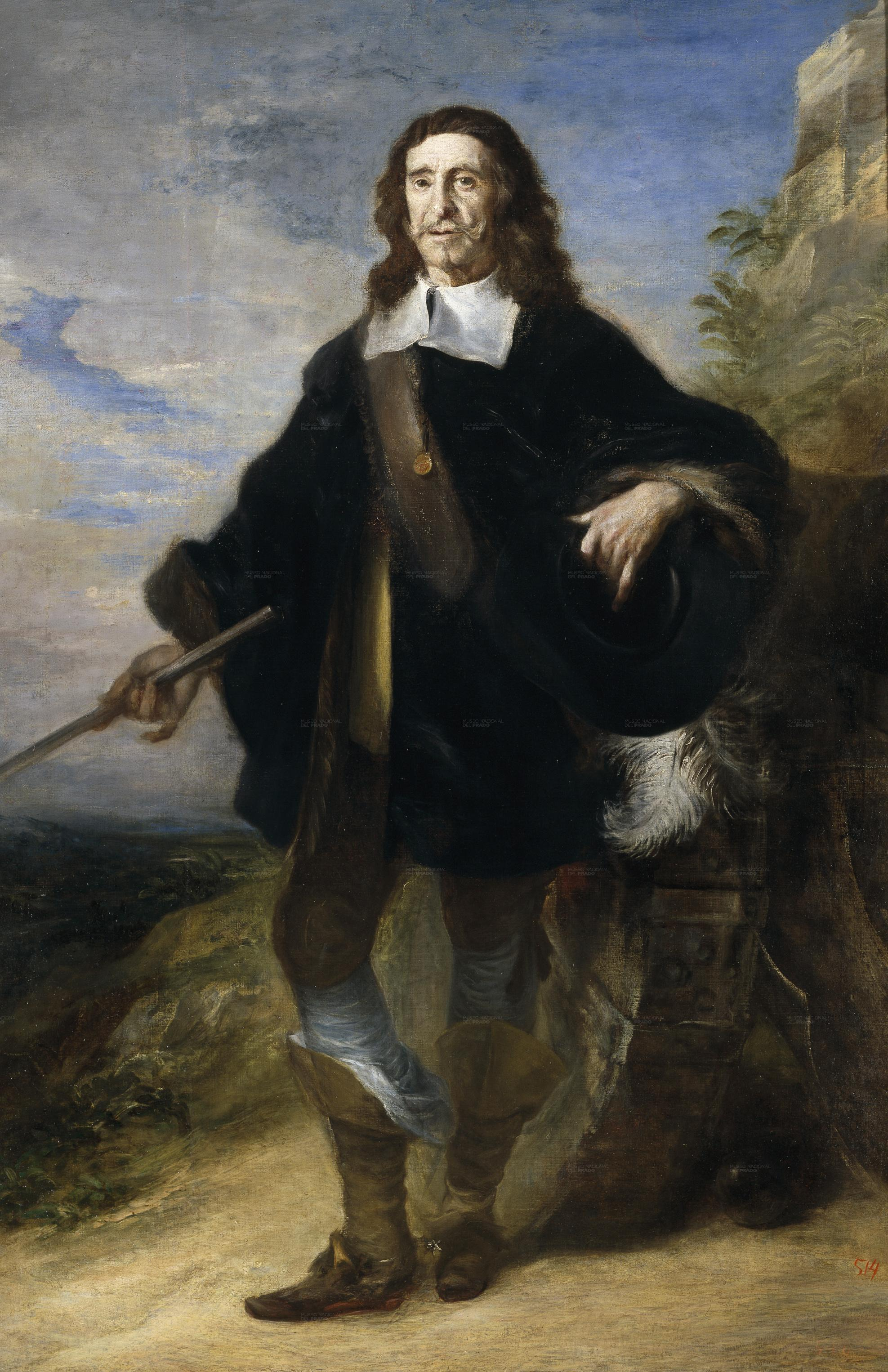
Un generale di artiglieria, olio su tela 202x135, 1660, Museo del Prado
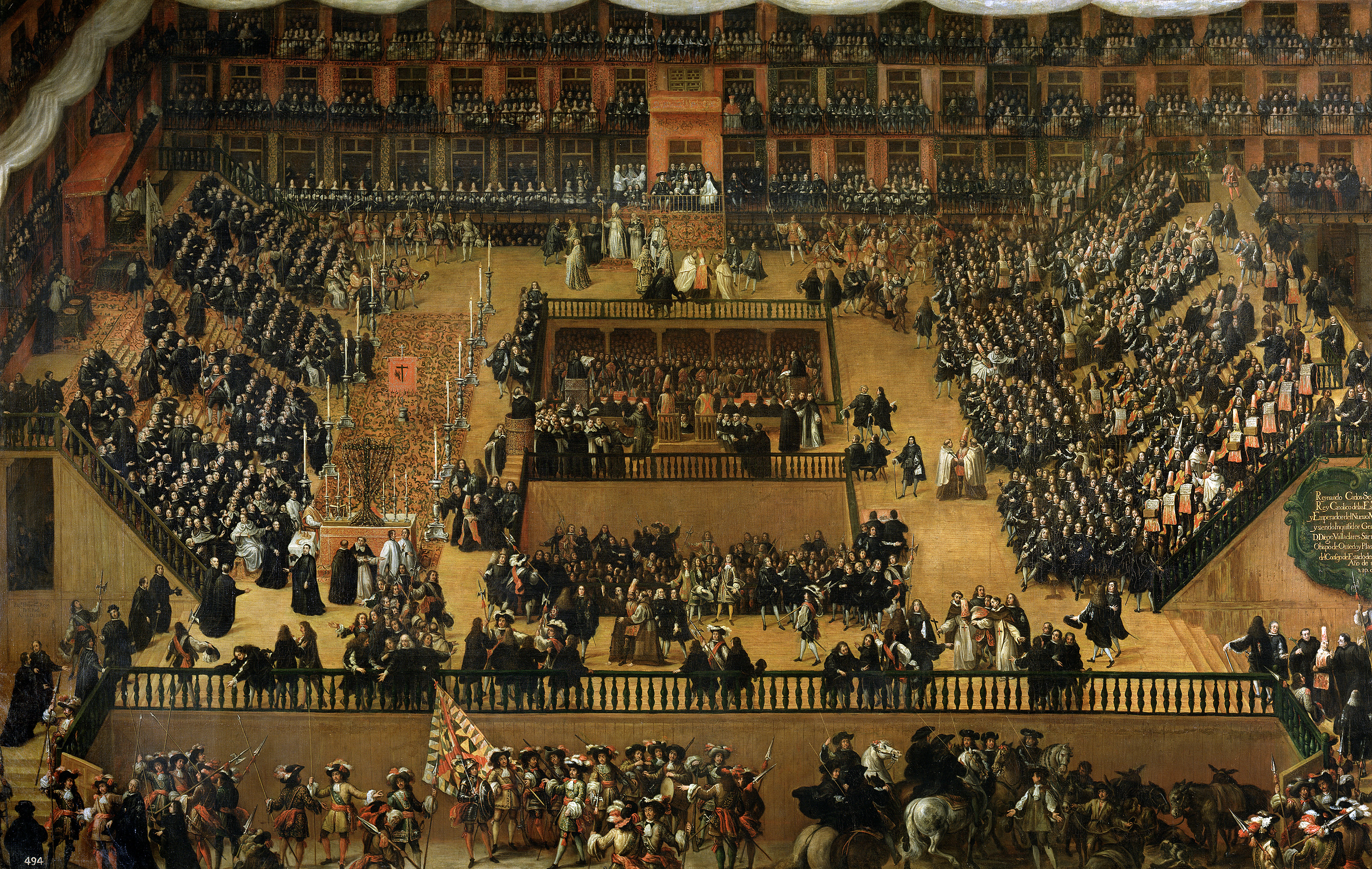
Auto-da-fè nella Plaza mayor, olio su tela 277x438, 1683, Museo del Prado